# Turner (Oregón)
Turner es una ciudad ubicada en el condado de Marion en el estado estadounidense de Oregón. En el año 2000 tenía una población de 1,199 habitantes y una densidad poblacional de 300 personas por km².

## Geografía
Turner se encuentra ubicada en las coordenadas 44°50′45″N 122°57′10″O / 44.84583, -122.95278.

## Demografía
Según la Oficina del Censo en 2000 los ingresos medios por hogar en la localidad eran de $36,250 y los ingresos medios por familia eran $43,906. Los hombres tenían unos ingresos medios de $38,125 frente a los $23,636 para las mujeres. La renta per cápita para la localidad era de $26,234. Alrededor del 9.2% de la población estaban por debajo del umbral de pobreza.